# Happer’s Comet
Happer’s Comet ist ein US-amerikanischer Film von Tyler Taormina, dessen Weltpremiere bei den Internationalen Filmfestspielen Berlin 2022 gefeiert wurde.

## Handlung
In Momentaufnahmen erfasst der Film nächtliche Bewegungen. Die Nacht ist alles andere als ruhig und die Dunkelheit verstärkt ohnehin alle Geräusche: der fahrende Zug, das Glucksen des Pools, der Wind, der das Laub umherweht. Es sind noch einige Menschen wach, teilweise zu Hause, teilweise unterwegs – auf Rollerskates. Am Ende verlieren sich Menschen im Maisfeld und kommen sich langsam näher.

## Produktion
Der Film wurde 2020 während der verschiedenen Corona-Lockdowns in Long Island gedreht. Die Produktion bestand lediglich aus zwei Personen, Tyler Taormina und dem Kameramann Jesse Sperling. Während der gesamten Aufnahmen wurde kein Ton aufgezeichnet. Alle Sounds wurden von Taormina in der Post-Production entwickelt.
Gedreht wurde an Wochenenden, während das Material unter der Woche geschnitten und neue Szenen konzipiert wurden. Dieser Prozess dauerte für vier Monate an. Die Besetzung stammt aus Taorminas Nachbarschaft, die jeweils Versionen ihrer selbst spielen.

## Rezeption
In der Beschreibung der Berlinale heißt es, die „Kamera nähert sich dem suburbanen Raum mit Zärtlichkeit“. Das was wir sehen, fühle „sich so vertraut an wie die amerikanischen Filme unserer Jugend, alles wirkt banal und seltsam unheimlich zugleich“. Der Film sei ein „Traum von den individuellen Einzelteilen des Kinos“.